# Geometria nieprzemienna
Geometria nieprzemienna, geometria niekomutatywna – dział matematyki wyższej z pogranicza geometrii różniczkowej, analizy funkcjonalnej i abstrakcyjnej algebry operatorów. Zajmuje się badaniem nieprzemiennych algebr funkcji, analogicznych do przemiennych algebr funkcji zdefiniowanych na rozmaitościach . W ten sposób konstruuje tzw. przestrzenie bezpunktowe, będące dalekim uogólnieniem rozmaitości .

## Geneza i rola
Jednym z pionierów geometrii nieprzemiennej był francuski matematyk Alain Connes w latach 70. XX w. Od tego czasu znaleziono interesujące związki tej dziedziny z innymi gałęziami matematyki jak probabilistyka, teoria kategorii czy parkietaż Penrose’a. Oprócz tego geometria nieprzemienna bywa stosowana w fizyce matematycznej – jako:
- alternatywny formalizm mechaniki kwantowej[5],
- opis kwantowego efektu Halla,
- formalizm modelu standardowego cząstek elementarnych[6] z cząstką Higgsa[7],
- opis osobliwości czasoprzestrzennych,
- podstawa przyszłych teorii kwantowej grawitacji[7].

W tych ostatnich dwóch celach geometrię nieprzemienną badali m.in. Michał Heller i Wiesław Sasin . Dziedzinie tej poświęcono osobne seminarium Instytutu Matematycznego Polskiej Akademii Nauk (IM PAN).